# 高畠埃納加
高畠埃納加（1989年3月21日—2017年8月21日）是一名日本漫畫家，居住於大阪府箕面市。 2017年8月21日，因腦梗塞卒於滋賀縣大津市成安造形大学，得年28歲。

## 個人簡介
初中時代在互聯網上創作發佈GIF動畫，高中時代則以筆名“會長埃納加”的名義發佈作品。2008年憑藉短篇動畫《我家是第一！（我が家が一番!）》獲得“數字漫畫大獎2008”二等獎。
大學時代的畢業作品《ZELBESTY》得到了集英社編輯的關注，并以作品《Reversi》刊登在《Jump Square》2011年11月号特別附錄上。

## 主要作品

### 連載
- 《Vippers》（《周刊青年VIP》2005年－2007年，新都社）
- 《鋼鐵鎧甲武士（鉄鋼甲冑 サムライ）》（《周刊青年VIP》2007年－連載休止，新都社）
- 《閃耀的閃電海德（閃光のライトニングハイド）》（《周刊青年VIP》2009年－連載休止，新都社）
- 《ZELBESTY》（2011年－）[3]
- 《100-HANDRED-》（Super Dash文庫2012年6月号－2012年10月号，集英社）
- 《美人魚的花籃（人魚の花籠）》（Super Dash文庫2013年2月号－6月号，集英社）[3]
- 《GODSPEED（日语：GODSPEED）》（《Miracle Jump》2014年9月号 －2015年6月号，集英社）

### 短篇
- 《創造建築子》（《月刊COMIC NEET》2008年，新都社）
- 《Reversi》（《Jump Square》2011年11月号特別附錄，集英社）
- 《Bonus Gamer Coming out!》（Super Dash文庫2012年12月号，集英社）
- 《女裝兄弟》（Super Dash文庫2012年12月号，集英社）
- 《美人魚們的花籃 番外篇（人魚達の花籠 番外編）》（《Miracle Jump》 No.15 2013年7月号，集英社）

### 短篇集
- 2012年4月25日發行、ISBN 978-4-08-782448-3（集英社）
- （2012年12月19日發行、ISBN 978-4-08-782478-0（集英社）

## 外部連接
- E.N.G.work－高畠埃納加的官方網站
- -LATIN-－高畠埃納加的官方博客
- 高畠埃納加的X（前Twitter）
- 高畠埃納加/会長埃納加的pixiv